# Spathiphyllum
Spathiphyllum és un gènere de plantes amb flors que conté unes 40 espècies. Algunes es fan servir com a planta d'interior. Són originàries de les regions tropicals d'Amèrica i del sud-est d'Àsia (Mèxic, Amèrica tropical, Malàisia i l'oest del Pacífic) i es troben habitualment entorn de rius i rierols.
Aquestes plantes poden créixer en ambients amb una temperatura superior a 18 °C i només cal evitar ser posada en corrents d’aire. Necessiten més atencions que els potus, sobretot a l'estiu, ja que necessiten ser més regades i apartades de la llum solar directa. Les plantes del gènere Spathiphyllum, però, poden absorbir els cinc contaminants en l'aire analitzats pel report de Wolverton (formaldehid, benzè i xilè, monòxid de carboni i tricloroetilè).
Són plantes herbàcies perennes molt longeves i de fulla persistent, que fa de 12–65 cm de llargada i 3–25 cm d'amplada. Les flors es fan en un spadix, envoltat per una espata de 10–30 cm de llargada, blanca, groguenca o verdosa. No li cal gaire llum per a sobreviure.
Algunes espècies

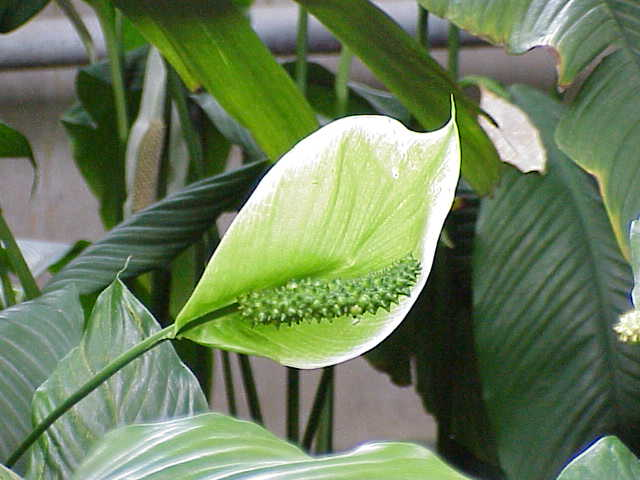
Spathiphyllum atrovirens
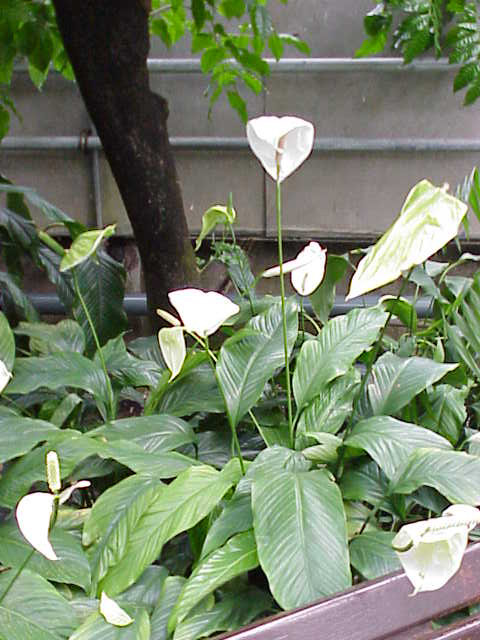
Spathiphyllum bariense
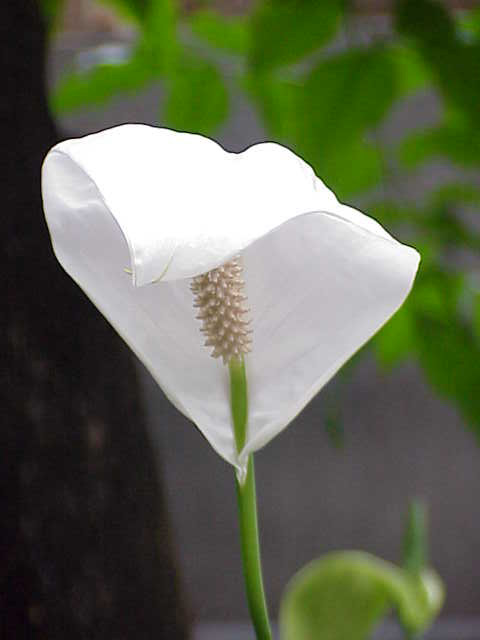
Spathiphyllum blandum
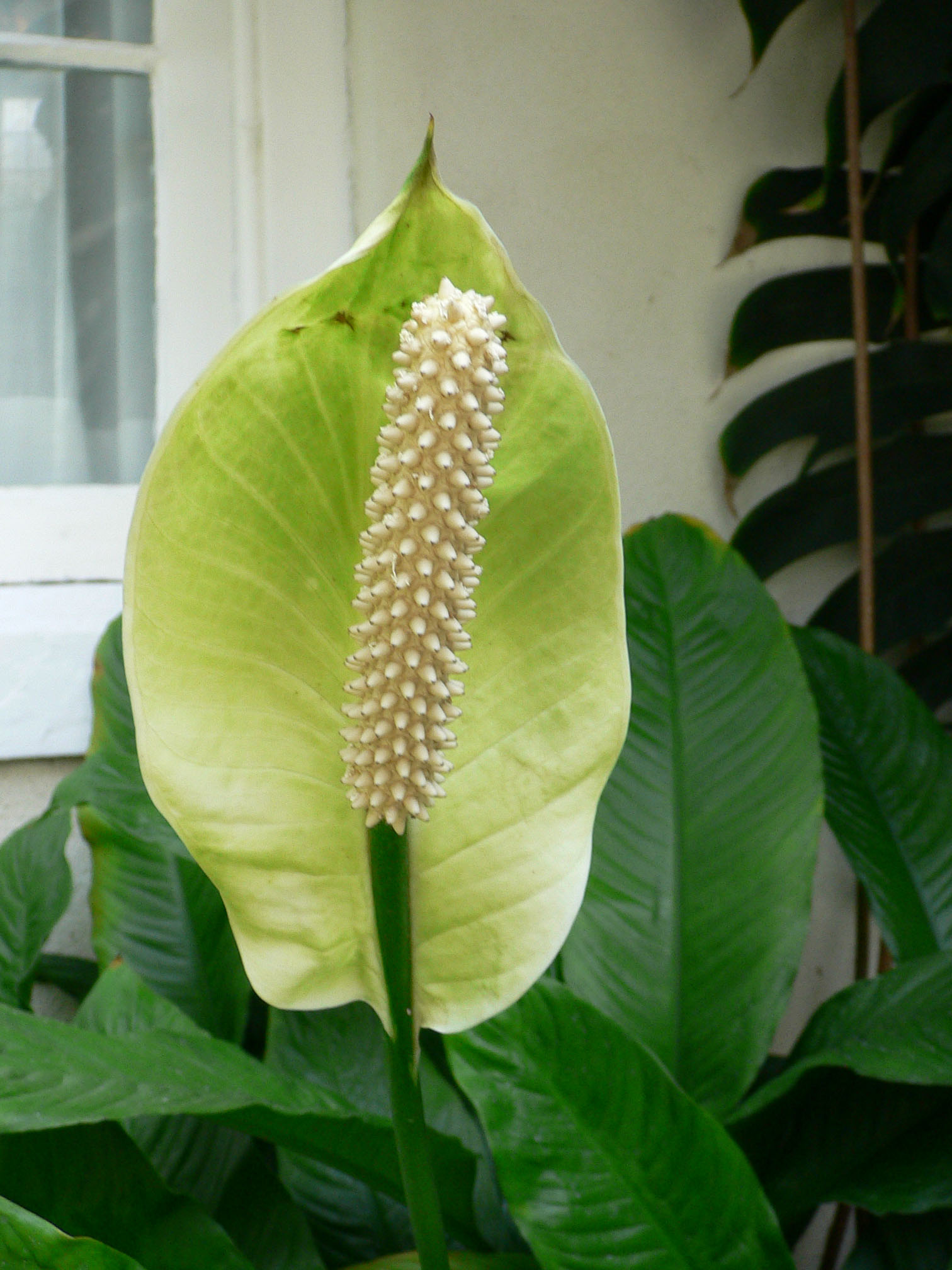
Spathiphyllum brevirostre
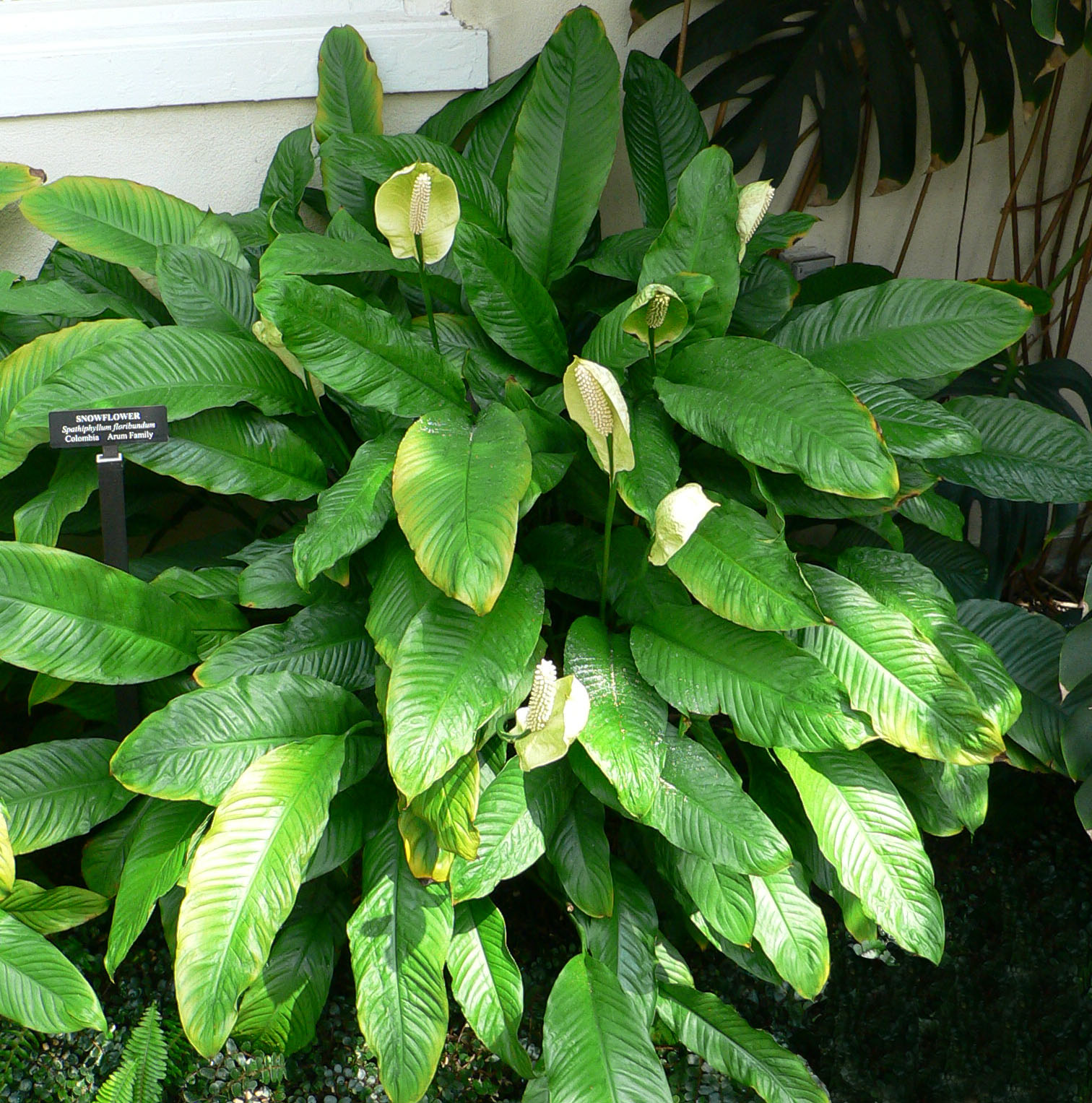
Spathiphyllum candicans
- Spathiphyllum candidum
- Spathiphyllum candolleanum
- Spathiphyllum clevelandii
- Spathiphyllum cochlearispathum
- Spathiphyllum commutatum
- Spathiphyllum cuspidatum
- Spathiphyllum floribundum
- Spathiphyllum friedrichsthalii
- Spathiphyllum fulvovirens
- Spathiphyllum gardneri
- Spathiphyllum glaziovii
- Spathiphyllum grandifolium
- Spathiphyllum huberi
- Spathiphyllum jejunum
- Spathiphyllum juninense
- Spathiphyllum kalbreyeri
- Spathiphyllum kochii
- Spathiphyllum lacustre
- Spathiphyllum laeve
- Spathiphyllum lechlerianum
- Spathiphyllum liesneri
- Spathiphyllum lynise
- Spathiphyllum maguirei
- Spathiphyllum mawarinumae
- Spathiphyllum monachinoi
- Spathiphyllum montanum
- Spathiphyllum neblinae
- Spathiphyllum patini
- Spathiphyllum perezii
- Spathiphyllum phryniifolium
- Spathiphyllum quindiuense
- Spathiphyllum silvicola
- Spathiphyllum sipapoanum
- Spathiphyllum solomonense
- Spathiphyllum wallisii
- Spathiphyllum wendlandii

- Spathiphyllum cochlearispathum
- Spathiphyllum cochlearispathum
- Spathiphyllum cochlearispathum
- Spathiphyllum floribundum
- Spathiphyllum floribundum